# Repubblicanesimo in Giappone
Il repubblicanesimo in Giappone è il pensiero che, dalla nascita del Giappone moderno, persegue l'abolizione della monarchia (la più antica esistente attualmente). Oggi la causa repubblicana è pressoché assente dal dibattito pubblico anche per il ruolo meramente rappresentativo e cerimoniale della figura imperiale. Una buona parte dei giapponesi è contraria ad una sua abolizione, ma negli ultimi tempi la questione è tornata al centro dell'attenzione.

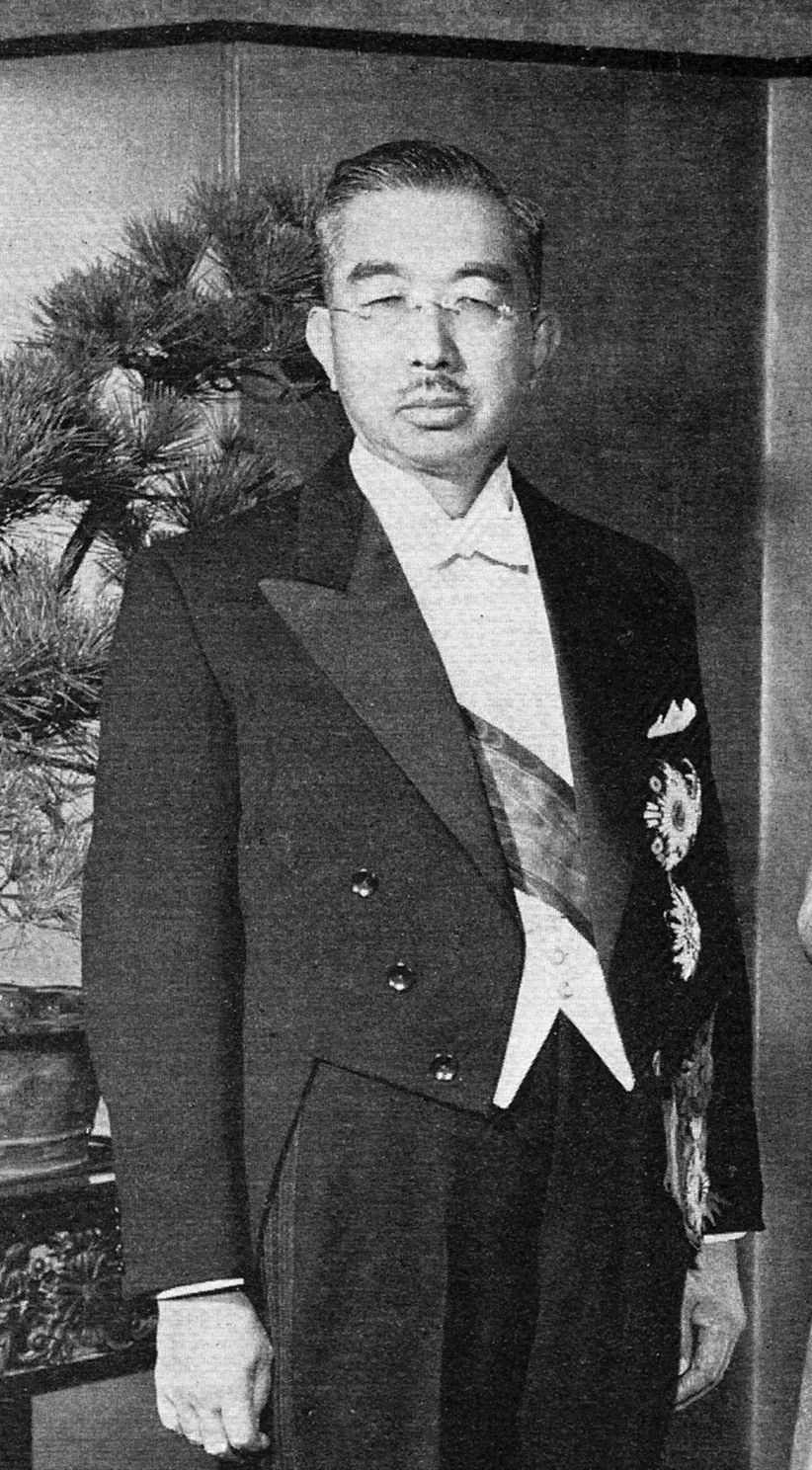
L'imperatore Hirohito che regnò dal 1926 al 1989

## Storia
Non si registrano particolari movimenti repubblicani nella storia moderna giapponese, tranne quando, al momento della Restaurazione Meiji e della deposizione del sistema shogunale, tra il 1868 e il 1869, ci fu l'insurrezione dell'isola di Hokkaido e l'installazione ad Hakodate dell'effimera Repubblica di Ezo, sul modello costituzionale statunitense. Nella primavera 1869 le forze di Ezo furono tuttavia sbaragliate dall'esercito imperiale giapponese.
Nel 1908, una lettera presumibilmente scritta da rivoluzionari giapponesi negava la divinità dell'imperatore e minacciava la sua vita. Nel 1910, Shūsui Kōtoku e altre dieci persone complottarono per assassinare l'allora imperatore Meiji. Ci furono poi dei tentativi di assassinio nei confronti del principe e poi imperatore Hirohito nel 1923, nel 1925 e nel 1932.
Dopo la Seconda guerra mondiale, nel panorama politico nazionale solo i comunisti furono gli unici oppositori al sistema imperiale; difatti, il Partito Comunista Giapponese ha difatti sempre chiesto l'abolizione del sistema monarchico, tanto da boicottare l'apertura formale della Dieta Nazionale nel 1949 a causa della presenza di Hirohito, che era rimasto sul trono dopo la sconfitta giapponese nel secondo conflitto mondiale. A tal proposito, nel 1946 i comunisti nipponici sostennero il progetto di Costituzione della Repubblica Popolare Giapponese. Il Partito Comunista continuò ad essere repubblicano anche dopo la morte di Hirohito nel 1989, senza però riscuotere molti consensi.
Il 3 maggio 1947 venne approvata la nuova Costituzione giapponese, al posto della Costituzione Meiji, ispirata questa volta al costituzionalismo britannico, unico compromesso possibile col mantenimento dell'imperatore come capo di Stato, mentre il generale Douglas MacArthur decise di non imporre il modello presidenziale statunitense.
Durante le visite imperiali a Otsu, in Giappone nel 1951, e a Hokkaido nel 1954, nelle città furono affissi manifesti comunisti e volantini contro i membri della famiglia imperiale. Sempre nel 1951, 3mila studenti dell'Università di Kyoto protestarono contro il regno dell'imperatore Hirohito, la cui figura risultava per alcuni compromessa con le atrocità commesse in tutti i paesi asiatici occupati, l'alleanza con l'Asse italo-tedesco e le volontà imperiali nipponiche.
L'organizzazione terroristica nota come Armata Rossa Giapponese, attiva tra il 1971 e il 2001, aveva come principale obiettivo quello di rovesciare la monarchia giapponese.